# اسپیکربور، هلند شمالی
اسپیکربور، هلند شمالی (به هلندی: Spijkerboor) یک منطقهٔ مسکونی در هلند است که در ورمرلاند واقع شده‌است. اسپیکربور ۱۸۸ نفر جمعیت دارد.